# Biblioteca del conservatorio Giuseppe Verdi
La Biblioteca del conservatorio Giuseppe Verdi di Milano, che ha sede in via Conservatorio 12, è stata fondata nel 1808, ed è la più ricca fonte italiana per la ricerca storica e scientifica in campo musicale.

## Storia
Nei primi decenni di vita, era collocata in alcuni armadi al primo piano dell'ex convento di S. Maria della Passione, e posta sotto la responsabilità di un vice-censore. Il primo nucleo bibliografico fu costituito il 30 gennaio 1809 per interessamento del viceré Eugenio di Beauharnais, composto da alcune opere fondamentali di didattica musicale, specificamente dei metodi adottati dal conservatorio di Parigi. 
Nel 1810 pervenne in dono la musica appartenuta alla cantante Camilla Balsamini, inaugurando così la lunga serie di donazioni che ha accresciuto costantemente il patrimonio, formandone circa i due terzi. 
Nel 1813 venne acquistato il Fondo Johann Adolf Hasse, formato da partiture del compositore tedesco (Bergedorf, 1699 – Venezia, 1783), e costituito da opere sacre e profane in autografo e in parte in copia in esemplari unici. I manoscritti del fondo, comprendono tra l'altro 30 opere di teatro che includono la messa in musica di melodrammi di Pietro Metastasio.
Nel 1814 giungeva l'importante raccolta di opere musicali italiane e francesi di Giovanni Scopoli, direttore generale della Pubblica Istruzione.
L'importanza dell'istituzione venne accresciuta nel periodo anche grazie al provvedimento del 31 gennaio 1816, con cui fu stabilito il versamento di una copia di qualsiasi melodramma rappresentato nei regi teatri milanesi alla Scala e Cannobiana.
Attorno al 1840 pervenne il Fondo Villa, costituito dai materiali raccolti dal conte Carlo Villa, consistenti in oltre 500 manoscritti settecenteschi di partiture d'opere teatrali, oratori e brani di musica sacra di autori specie di scuola veneziana e napoletana. 
Nel 1850 venne donato il Fondo Francesco Pollini, formato dai manoscritti musicali del compositore e pianista (Lubiana 1762, – Milano, 1846), autore tra l'altro di un Metodo pel clavicembalo (1812) utilizzato un tempo dal Conservatorio. Si trattava di opere, cantate, composizioni vocali varie, brani di musica sacra, composizioni di musica strumentale (specie sonate e variazioni per cembalo). 
Sempre nel 1850 un altro decreto governativo stabilì il versamento dei doppi musicali della Biblioteca nazionale braidense e della Biblioteca dell'Università di Pavia, destinatarie del diritto di deposito d'obbligo della musica stampata nella provincia di Milano. In tale occasione entrarono in Biblioteca circa 34.000 edizioni. 
Ancora nello stesso anno, grazie all'intervento del governo austriaco della Lombardia che lo sequestrò al collezionista Giuseppe Greggiati che lo aveva appena acquistato, pervenne alla Biblioteca il Fondo della Cappella di Santa Barbara di Mantova, che arricchì le raccolte con una serie di opere di sommo valore per la polifonia cinquecentesca, ed andò a formare il corpus di materiali più antichi della biblioteca, con manoscritti e stampe datate dal 1503 al 1649 (il fondo raccoglie circa 280 unità di composizioni musicali di grande valore).
Il crescente e notevole afflusso di materiali obbligò a cercare nuovi spazi per la Biblioteca, che furono ricavati nel 1875 in quella che è la Sala Puccini. 
Nel 1887 si giunse alla nomina di un bibliotecario effettivo, che fu Eugenio de' Guarinoni. 
Due anni dopo, su segnalazione del docente del conservatorio Michele Saladino e per interessamento del citato de' Guarinoni, il Conservatorio ottenne in deposito dal Comune di Milano il Fondo Gustavo Adolfo Noseda (di basilare importanza per lo studio di alcuni aspetti del settecento musicale italiano, comprendente 10.253 unità bibliografiche, di cui 6.000 manoscritti), offrendo in cambio la pubblicazione del catalogo, che fu edito nel 1897. 
Si trattava della vastissima documentazione musicale raccolta da Gustavo Adolfo Noseda (Milano, 1837 – ivi, 1866), collezionista e compositore, che aveva maturato il progetto di mettere insieme “l'archivio più grande d'Italia”, dopo aver consultato la raccolta di manoscritti autografi del Settecento del Conservatorio di S. Pietro a Majella, a Napoli. Il fondo, era stato donato nel 1876 dal padre del compositore al Comune di Milano e conservato in casse presso locali del Teatro alla Scala difficilmente accessibili. 
Si tratta quindi di un patrimonio di notevolissimo interesse per lo studio della musica napoletana dal XVII al XIX secolo, e dell'ambiente musicale milanese. In dettaglio, le circa 12.000 unità comprendono volumi a stampa e musiche a stampa e manoscritte dal Seicento alla metà dell'Ottocento.
Nel 1905 giungeva il Legato Francesco Somma, lasciato dallo stesso collezionista (Cuggiono, 1817 – Milano, 1905), e costituito dalla sua raccolta di studio, ricca di circa 6.000 pezzi, comprendenti numerose opere riguardanti la storia dei teatri musicali, specie quelli milanesi Ducale e alla Scala. 
Nel 1917 fu nominato bibliotecario l'insigne musicologo Gaetano Cesari, che lasciò l'incarico nel 1924.
Al suo posto subentrò un altro personaggio di grande levatura, il musicologo e critico musicale Fausto Torrefranca, già bibliotecario al Conservatorio di S. Pietro a Majella di Napoli. 
Nel 1938 il suo posto venne preso dal musicologo Federico Mompellio. 
Nell'estate 1943 Mompellio decise l'evacuazione della Biblioteca, trasferendo il patrimonio librario lontano dalla città che cominciava a essere bombardata dagli alleati. Tale decisione fu provvidenziale, visto che nell'agosto del 1943, il bombardamento su Milano abbatté i locali dove era stata collocata la Biblioteca. 
Nel 1949 Mompellio optò per l'insegnamento di Storia della musica presso lo stesso Conservatorio. Fu quindi nominato bibliotecario il violoncellista e musicologo Guglielmo Barblan. 
Attorno al 1950 venne acquistato il Fondo Giacomo Benvenuti, consistente in una parte della biblioteca del musicologo e compositore Giacomo Benvenuti (Toscolano, 1885 – Barbarano di Salò, 1943). 
Tra il 1950 ed il 1953 arrivò il Dono Enrico Polo, da parte del violinista Enrico Polo (Parma, 1868 – Milano, 1953) già docente nel Conservatorio milanese, riguardante sia libri che spartiti musicali. 
Nel 1954 venne donato alla Biblioteca il Carteggio Giacomo Puccini – Riccardo Schnabl Rossi, comprendente 154 tra lettere, biglietti, cartoline e telegrammi costituenti la corrispondenza tra Puccini e l'amico Schnabl, nel periodo dal 1899 al 1924.
Nel 1960 e, con successivi lavori di soppalcatura, nel 1964, la Biblioteca assunse l'assetto che mantiene tuttora. Sotto la gestione Barblan l'istituzione iniziò a partecipare attivamente anche all'attività dell'Associazione Italiana Biblioteche Musicali (IAML).
Nel 1974 giunsero in Biblioteca i 706 pezzi del Dono Achille Schinelli, in precedenza appartenuti all'intestatario del fondo, compositore e docente di Musica corale e Polifonia vocale del Conservatorio milanese (Breme Lomellina, 1882 – Milano, 1969). 
Nel 1977, dopo il collocamento a riposo di Barblan, la direzione della Biblioteca venne assunta da Agostina Zecca Laterza. 
Sempre nel 1977 pervenne il Dono Ester Bonacossa, riguardante un centinaio di volumi di storia e cultura musicale in tedesco, e da un carteggio di circa 500 pezzi tra lettere, cartoline e biglietti, datati da fine ottocento al 1930, scritti da importanti concertisti e strumentisti stranieri. 
Dal 1979 la Biblioteca ospita l'Ufficio Ricerca Fondi Musicali della Biblioteca nazionale braidense. L'Ufficio cura il catalogo nazionale della musica a stampa e manoscritta, e svolge servizio di consulenza per ricerche sui cataloghi nazionali e internazionali.
Tra il 1986 e il 1988 pervenne alla Biblioteca il Dono Claudio Sartori – Gabriella Gentili Verona, formato dai volumi della biblioteca del primo, musicologo (Brescia, 1913 – Milano, 1994), e da musiche donate dalla seconda, clavicembalista (Torino, 1913 – ?, 1996). Si tratta, quantitativamente, di 2.000 pezzi. 
Dal 1991 la Biblioteca è collegata al Servizio Bibliotecario Nazionale (SBN) attraverso il Polo Regionale della Lombardia.
Nel 1999 è stata acquisita la Donazione Niccolò Castiglioni, comprende la biblioteca del compositore (Milano, 1932 – ivi, 1996) già docente del Conservatorio dal 1977 al 1996. Si tratta di una raccolta di circa 2.000 volumi di cultura generale (letteratura, arte, filosofia, scienze, ecc.).
Nel novembre 2004 ha assunto la direzione della Biblioteca la dottoressa Licia Sirch, in precedenza responsabile della biblioteca del Conservatorio "Pedrollo" di Vicenza.

## Patrimonio
La Biblioteca dispone di oltre 500 000 unità bibliografiche, di cui circa 50 000 manoscritti e 30 000 volumi di carattere musicale, nonché di 400 circa testate di periodici musicali.